# جاويون
الجاويون (باللغة الجاوية: نغوكو: ꦮꦺꦴꦁꦗꦮ (ونج جاوا)، كراما: ꦠꦶꦪꦁꦗꦮꦶ (تيانج جاوي)؛ (بالإندونيسية: سوكو جاوا أو أورانج جاوا): مجموعة عرقية أصلية في جزيرة جاوة الإندونيسية. عددهم يقارب 100 مليون شخص، يشكلون أكبر مجموعة عرقية في إندونيسيا، ويوجدون في الغالب في الأجزاء الوسطى والشرقية من الجزيرة، يوجد أيضًا عدد كبير من الأشخاص من أصل جاوي في معظم مقاطعات إندونيسيا وماليزيا وسنغافورة وسورينام والمملكة العربية السعودية وجمهورية مصر العربية وهولندا.
المجموعة العرقية الجاوية لديها العديد من المجموعات الفرعية، مثل ماتارام وسيريبونيز وأوسينج وتنغيريسي وسامين وناجانيز وبانيوماسان، وغيرها.
يُعرف غالبية السكان الجاويين بأنهم مسلمون، مع أقلية تُعرف بأنها من المسيحيين والهندوس. ومع ذلك، تأثرت الحضارة الجاوية بأكثر من ألف عام من التفاعلات بين الأرواحية الكجاوية والثقافة الهندوسية الهندية البوذية، وبقي هذا التأثير مرئيًا في التاريخ والثقافة والتقاليد والأشكال الفنية الجاوية. مع وجود عدد كبير من سكان العالم، تُعتبر الجاوية مهمة لأنها رابع أكبر مجموعة عرقية بين المسلمين، في العالم، بعد العرب والبنغاليين والبنجابيين. 

## الثقافة
الثقافة الجاوية واحدة من أقدم الحضارات وازدهرت في إندونيسيا. استوعبت تدريجيًا مختلف العناصر والتأثيرات من الثقافات الأخرى، بما في ذلك تقديس السكان الأصليين للأرواح الطبيعية والأجداد، والحضارة الفارسية الهندوسية والبوذية والقيم الإسلامية، وبدرجة أقل المسيحية والفلسفة الغربية والأفكار الحديثة. ومع ذلك، توضح الثقافة الجاوية -خاصة في قلب الثقافة الجاوية تلك المصقولة بشدة بالثقافة الأرستقراطية للكيريتونات في يوجياكارتا وسوراكارتا- بعض السمات المحددة، مثل الاهتمام الخاص بالأناقة والكياسة (باللغة الجاوية: آلوس) والبراعة والتهذيب والمجاملة واللامباشرة وضبط النفس العاطفي والوعي بمكانة المرء الاجتماعية. تقدر الثقافة الجاوية التناغم والنظام الاجتماعي بشكل كبير، وتمقت الصراعات والخلافات المباشرة. غالبًا ما يُروَّج لهذه القيم الجاوية من خلال التعبيرات الثقافية الجاوية، مثل الرقص الجاوي والجاميلان والويانغ والباتيك. تُعزز أيضًا من خلال الالتزام بالآداب الجاوية في الاحتفالات، مثل سلاميتان وساتو سورو والأعراس الجاوية ونالوني ميتوني.
مع ذلك، توضح ثقافة بيسيسيران من الساحل الشمالي الجاوي وفي جاوة الشرقية بعض السمات المختلفة قليلاً. يميلون إلى أن يكونوا أكثر انفتاحًا على الأفكار الجديدة والأجنبية، وأكثر مساواة، وأقل إدراكًا لمكانة المرء الاجتماعية. أصبحت بعض هذه المستوطنات الشمالية - مثل ديماك وكودوس وتوبان وغريسيك وأمبل في سورابايا- إسلامية بشكل علني، تقليديًا لأن مدن الموانئ هذه من أقدم الأماكن التي كانت موطئ قدم للتعاليم الإسلامية في جاوة.
تتمركز الثقافة الجاوية بشكل تقليدي في مقاطعات جاوة الوسطى ويوجياكارتا وشرق جاوة في إندونيسيا. نظرًا إلى الهجرات المختلفة، يمكن العثور عليها أيضًا في أجزاء أخرى من العالم، مثل سورينام (إذ إن 15% من السكان من أصل جاوي) ومنطقة الأرخبيل الأندونيسية الأوسع وكيب مالاي وماليزيا وسنغافورة وهولندا وبلدان أخرى. يجلب المهاجرون معهم جوانب مختلفة من الثقافات الجاوية مثل موسيقى جاميلان والرقصات التقليدية وفن وايانغ كوليت للظلال المسرحية. خلقت هجرة السكان الجاويين غربًا ثقافة جاوية ساحلية في جاوة الغربية متميزة عن ثقافة سونديون الداخلية.

### الهندسة المعمارية
على مدار تاريخهم الطويل، أنشأ الجاويون العديد من المباني المهمة، بدءًا من الآثار الهندوسية وستوبا البوذية والمعابد الجنائزية ومجمعات القصر والمساجد.
اثنان من المعالم الدينية الهامة هما المعبد الهندوسي في برامبانان والمعبد البوذي في بوروبودور. كلاهما معابد من القرن التاسع ومواقع تراث عالمي من قبل اليونسكو. يقعان بالقرب من يوجياكارتا في منحدر جبل ميرابي.
في الوقت نفسه، يمكن رؤية أمثلة على المباني العلمانية في أنقاض العاصمة السابقة لمملكة ماجاباهيت (من القرن الرابع عشر إلى السادس عشر بعد الميلاد) في ترولان، جاوة الشرقية. يغطي المجمع مساحة 11 كم × 9 كم. يتكون من مبانٍ مختلفة من الطوب، وقناة يتراوح عرضها من 20 إلى 40 مترًا، ومسابح للتنقية، ومعابد وبوابات مشقوقة. يُنظر إلى مجمع العاصمة حاليًا كمرشح ليصبح أحد مواقع التراث العالمي لليونسكو.
يمكن التعرف على المباني الجاوية التقليدية من خلال أسقفها على شكل شبه منحرف تدعمها أعمدة خشبية. أحد الميزات الأخرى الشائعة في المباني الجاوية هي البيندوبو، أجنحة ذات جوانب مفتوحة وأربع أعمدة كبيرة. يمكن أن تُنحَت الأعمدة والأجزاء الأخرى من المباني بتفاصيل وفيرة. يمكن العثور على هذا النمط المعماري في الكريتون أو القصور في سلطنة يوجياكارتا (قصور هيمنكوبونو وباكوالامان) وسوراكارتا (قصور باكوبوونو ومانغونيغاران).
تحافظ المساجد التقليدية في جاوا على أسلوب جاوي مميز. يستخدم نموذج بندوبو ميزة رئيسية للمساجد كقاعات للصلاة. يُستخدم سقف شبه منحرف بدلاً من القبة الإسلامية الأكثر انتشارًا. غالبًا ما تكون هذه الأسقف متعددة الطبقات ومبلّطة. بالإضافة إلى عدم استخدام القباب، غالبًا ما تفتقر المساجد الجاوية التقليدية إلى المآذن. بقيت البوابة المنقسمة من الفترة الهندوسية البوذية المبكرة تُستخدم في العديد من المساجد والمباني العامة في جاوة.
بعض الأمثلة البارزة للمساجد التي تستخدم العمارة الجاوية التقليدية: مسجد دماك الكبير ومسجد منارة قدوس والمسجد الكبير في بنتن. مسجد قدس أيضًا جدير بالملاحظة لأنه يشتمل على هندسة حجرية بأسلوب هندوسي.